# Tipografia di Stato ungherese
La Tipografia di Stato ungherese, ufficialmente ANY Biztonsági Nyomda Nyrt. (traducibile come "ANY tipografia di sicurezza S.p.A.") e in precedenza Állami Nyomda (traducibile come "tipografia di Stato"), è una delle tipografie di sicurezza con l'incasso annuo più consistente in Ungheria e in tutta la regione centro-orientale dell'Europa.
In passato realizzava esclusivamente prodotti tipografici classici. Oggi al centro delle sue attività ci sono i prodotti e le soluzioni per la sicurezza dei documenti, la produzione e la personalizzazione delle tessere di plastica, la gestione elettronica dei documenti e l'effettuazione di corrispondenze commerciali di grande volume. A partire dal dicembre 2005 le azioni ordinarie della Società sono quotate presso la Borsa di Budapest.

## Storia

### Gli inizi
Si può considerare come predecessore della prima stamperia statale del governo ungherese autonomo - organizzatosi in seguito al Compromesso storico, avvenuto nel 1867 tra l'Ungheria e la casata degli Asburgo - la filiale della viennese Staatsdruckerei, che il governo austriaco ha fondato a Temesvár (Timisoara) dopo la sconfitta dei moti rivoluzionari ungheresi nella guerra per la libertà del 1848–1849.
Questa tipografia aveva iniziato la propria attività all'inizio del 1851 ed era presto divenuta una delle istituzioni più grandi della città, che pure vantava una sviluppata tradizione di stampa. Nel 1868 la tipografia si è trasferita, con tutti i suoi impianti e buona parte della sua squadra professionale, presso il distretto governativo del Castello di Buda, vicino ai ministeri, in modo da poter provvedere alle necessità di stampa dei moduli amministrativi del governo ungherese. In quel periodo sottostava ancora alla gestione del Ministero delle Finanze anche il Regio Istituto Ungherese di Litografia del Catasto e Archivio di Carte Geografiche, che dal 1868 realizzava e riproduceva le misurazioni catastali e le carte geografiche, che costituivano uno dei pilastri dell'imposta sui terreni. Il governo nel 1869 aveva deciso di unificare le due tipografie, poiché nel frattempo per il Ministero delle Finanze era diventato necessario provvedere all'importante produzione delle marche da bollo. Tramite tale fusione e lo sviluppo che comportava, si riteneva assicurata la possibilità di provvedere in maniera veloce, affidabile e – fino alla pubblicazione – segreta, alle condizioni di realizzazione sia delle marche da bollo, sia di altri stampati necessari per la pubblica amministrazione e il funzionamento della tesoreria dello Stato.
Il nome ufficiale della nuova istituzione era quindi diventato Regia Tipografia Statale Ungherese.

### Dal 1901 con il nome Tipografia di Stato
In seguito alla riorganizzazione avvenuta nel 1901, la società fu rinominata in Tipografia di Stato. Nella Tipografia di Stato venivano stampati i bilanci dello Stato e le loro motivazioni, i resoconti finali, le più importanti proposte di legge, il Bollettino delle Finanze, nonché la versione cartacea degli orari delle Ferrovie di Stato Ungheresi. Qui venivano realizzati anche i Regi Buoni di Cassa Ungheresi, i vari buoni del tesoro, le obbligazioni statali, i titoli di prestiti vitalizi, i biglietti della lotteria, i moduli delle cambiali, le lettere di vettura per i trasporti nazionali ed esteri, nonché i materiali da incarto e i bolli per sigari e tabacco.
Nel 1922 il governo ungherese fondò la Stamperia Ungherese di Banconote, che a partire dall'agosto 1923 iniziò a stampare le banconote ungheresi negli edifici della Tipografia di Stato. Durante la seconda guerra mondiale la tipografia operò come officina bellica: vi venivano realizzate le tessere alimentari e quelle per i carburanti. Finita la guerra riprese a stampare i documenti postali e quelli ferroviari, e proseguì la realizzazione dei moduli statali, delle obbligazioni e dei biglietti della lotteria. Fu la Tipografia di Stato a stampare le schede elettorali per le elezioni del 1945, e, durante la iperinflazione del 1946, ad emettere le banconote dei cosiddetti "adópengő" (pengő fiscali).
Fin dal 1947 la Società produceva le schede per il totocalcio, alle quali più tardi si sono aggiunte anche le schedine per il gioco del lotto. Oltre alla realizzazione dei moduli per i giochi d'azzardo, anche la stampa ogni quattro anni dei materiali elettorali era diventata una costante della produzione. Tramite investimenti effettuati nel 1957 la capacità produttiva fu incrementata e la qualità migliorata: poté così iniziare la realizzazione di francobolli in cromotipia. Negli anni sessanta iniziò anche la stampa di francobolli da esportazione.

### Il primo francobollo ungherese – 1871
Nel corso dei decenni la produzione di francobolli è diventata l'attività della Tipografia di Stato più nota al grande pubblico. Dopo il Compromesso storico, al fine di accentuare la sovranità nazionale, ma anche per motivi finanziari e amministrativi, il governo ungherese riteneva necessario poter consentire il pagamento dei costi postali e delle imposte amministrative tramite i propri francobolli. In precedenza ciò era stato possibile solo con francobolli di edizione parallela, austriaca e ungherese, e naturalmente questi francobolli venivano stampati a Vienna.
A partire dal 1869 le marche da bollo vennero prodotte in Ungheria, nella Tipografia di Stato diretta dall'autonomo Ministero delle Finanze. La disposizione del Compromesso del 1867 relativa alle poste entrò in vigore il 1º maggio. Tutti gli uffici postali presenti sul territorio dell'Ungheria passarono sotto la competenza della direzione postale ungherese, pertanto sorse naturale il bisogno di poter apporre sulle missive delle Poste Ungheresi francobolli ungheresi stampati autonomamente. Poiché tale esigenza venne riconosciuta anche dal governo imperiale, il 20 giugno 1868 fu emesso il primo francobollo ungherese per stampe. In realtà questo francobollo era stato stampato ancora nella tipografia viennese, e anche la scritta leggibile sulla filigrana della carta era ancora in tedesco, ma sul francobollo la dicitura era in lingua ungherese, e il disegno del francobollo era decorato dallo stemma e dalla corona ungheresi.
Il primo francobollo postale prodotto in Ungheria venne messo in circolazione nel 1871, dopo gli sviluppi effettuati sulla linea tecnologica per la produzione di francobolli della Tipografia di Stato.

### La Tipografia di Stato come azienda privata
In seguito al cambiamento di regime politico la maggior parte dei monopoli statali cessò di esistere, e iniziò la competizione per poter produrre quegli articoli che in precedenza erano stati realizzati in base a competenze esclusive. Tenendo conto di tutto ciò, nel 1993 la Tipografia di Stato è stata privatizzata e la dicitura "di Stato" rimanda al predecessore nei diritti.
Nel 1994 l'azienda si è trasferita nel quartiere di Kőbánya in via Halom. Dello stesso periodo è l'acquisizione dei macchinari e anche di buona parte dei dipendenti della Tipografia „SZÜV Leporelló”.
Alla fine del 1997 inizi la produzione e la personalizzazione delle tessere di plastica che ha portato, nel 1998 alla realizzazione di un nuovo stabilimento in Via Fátyolka, ulteriormente sviluppato nel 2000.
Nel 1999 la Tipografia di Stato ha ampliato l'attività di ricerca e sviluppo e nel 2004 è iniziata l'espansione internazionale tramite la fondazione, con partner locali, di aziende in Romania e in Bulgaria, mentre in Slovacchia e in Russia sono state fondate delle filiali.
Tra i proprietari della Società c'è sempre stata anche una partecipazione, piccola o grande dello Stato; tuttavia negli ultimi 20 anni essa è rimasta sempre al di sotto del 5%. Secondo le relative disposizioni di legge, il Consiglio di Amministrazione ha deciso di modificare il nome della Società. La ditta, fondata 162 anni prima, pur continuando l'attività precedente, a partire dal 1º febbraio 2013 opera con il nome di ANY Biztonsági Nyomda Nyrt. (ANY Tipografia di Sicurezza S.p.A.). Il nome abbreviato della Società è ora: ANY Nyrt.

## I prodotti
L'attività principale dell'azienda consiste nella realizzazione di prodotti di sicurezza, tra i quali sigilli di chiusura, titoli, buoni pasto, francobolli, documenti cartacei, e inchiostri di sicurezza. Sotto forma di consorzio la Società realizza i documenti di identificazione ungheresi a forma di tessera: la carta d'identità, la patente di guida e la matricola dei veicoli.
L'azienda produce anche carte bancarie munite di chip, e carte intelligenti utilizzabili per la firma digitale, modulistica varia per banche e compagnie di assicurazione. La Tipografia Gyomai Kner, facente parte del Gruppo, realizzi libri, riviste e altri stampati di vario tipo.